# Gerd Bacher
Gerd Bacher, avstrijski novinar, * 18. november 1925, Salzburg † 27. junij 2015.

## Odlikovanja in nagrade
Leta 1997 je prejel srebrni častni znak svobode Republike Slovenije z naslednjo utemeljitvijo: »za zasluge pri seznanjanju svetovne javnosti o osamosvajanju Slovenije in za prispevek k mednarodnemu priznanju Republike Slovenije«.